# Urchin
Urchin은 Urchin Software Corporation에서 개발한 웹 통계 분석 프로그램이다. Urchin은 웹 서버 로그 파일 콘텐츠를 분석하고 로그 데이터를 기반으로 해당 웹사이트의 트래픽 정보를 표시했다. Urchin 제품 판매는 2012년 3월 28일에 종료되었다.
Urchin 소프트웨어는 로그 파일 분석기 또는 하이브리드의 두 가지 데이터 수집 모드로 실행할 수 있다. 로그 파일 분석기로서 Urchin은 다양한 로그 파일 형식의 웹 서버 로그 파일을 처리했다. 사용자 지정 파일 형식도 정의할 수 있다. 하이브리드로서 Urchin은 페이지 태그를 로그 파일 데이터와 결합하여 개별적으로 각 데이터 수집 방법의 한계를 없앴다. 그 결과 웹 방문자 데이터가 더 정확해졌다.
Urchin은 특히 ISP 및 웹 호스팅 제공업체에서 웹사이트 트래픽 분석을 위한 인기 있는 솔루션 중 하나가 되었다. 이는 주로 성능 확장성과 가격 책정 모델 때문이었다.
Urchin Software Corp.는 2005년 4월 구글에 인수되어 구글 애널리틱스가 탄생했다. 2008년 4월 구글은 Urchin 6을 출시했다. 2009년 2월 구글은 애드워즈를 통합한 Urchin 6.5를 출시했다. Urchin 7은 2010년 9월에 출시되었으며 64비트 지원, 새로운 UI, 이벤트 추적 등의 기능을 포함하고 있다.